# Trận Bzura
Trận Bzura (hoặc Trận Kutno - tiếng Đức) là một trận đánh trong chiến dịch mở đầu của Chiến tranh thế giới thứ hai - Cuộc tấn công Ba Lan, diễn ra từ 9 đến 19 tháng 9, năm 1939, giữa Ba Lan và Đức quốc xã. Cuối cùng, người Đức đánh bại các lực lượng Ba Lan và chiếm toàn bộ vùng phía tây Ba Lan.
Nó là trận chiến lớn nhất trong Cuộc tấn công Ba Lan và đã diễn ra ở phía tây của Warszawa, gần sông Bzura. Trong đó, một đội quân Ba Lan tấn công đã đạt được thành công ban đầu nhưng cuối cùng chùng xuống sau cuộc phản công của quân Đức. Nó cũng được ghi nhận là một trong những hành động quân sự cuối cùng lớn nhất từng được thực hiện trên lưng ngựa.

## Bối cảnh

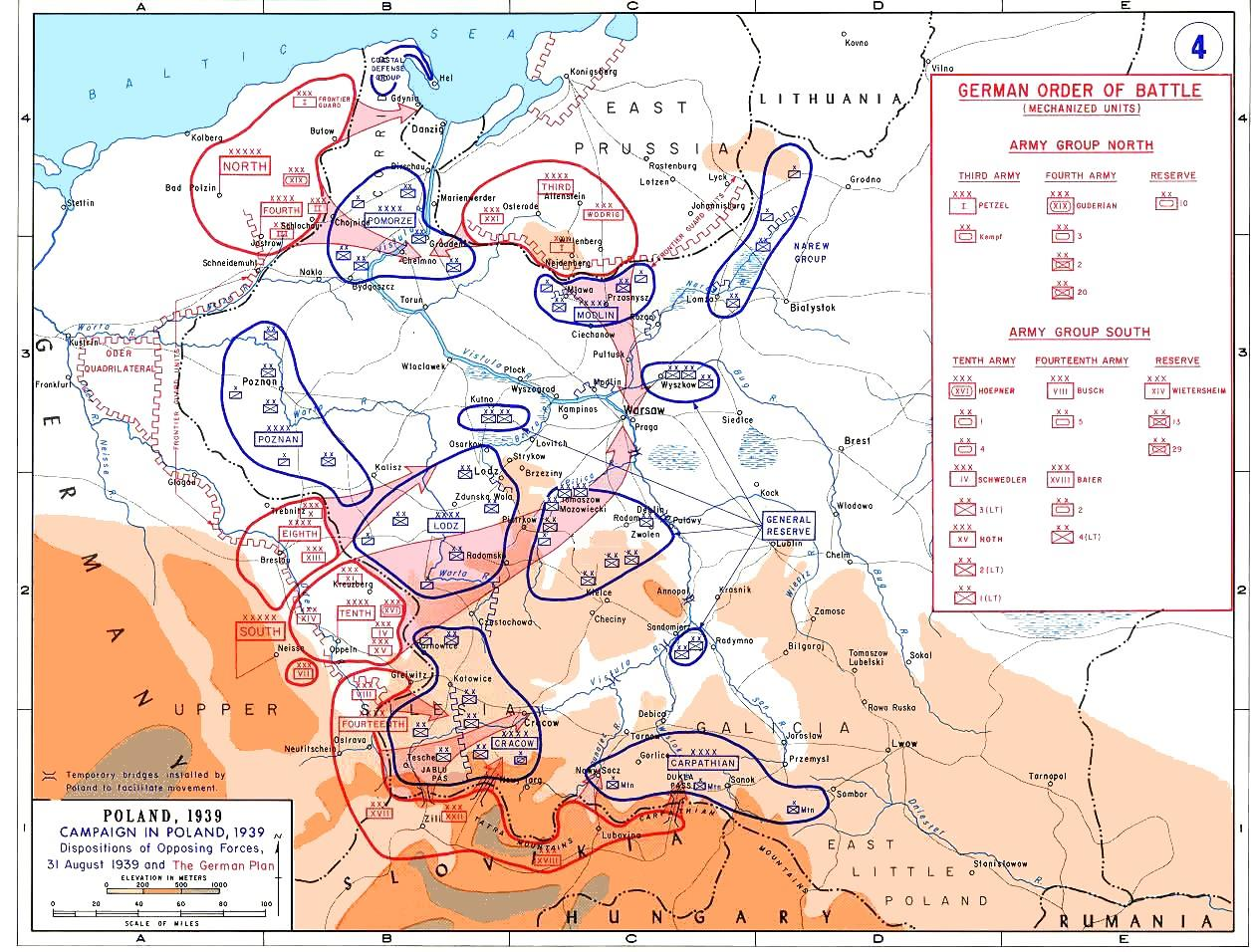
Bố trí lực lượng ngày 31 tháng 8 năm 1939, và kế hoạch của Đức.

Ba Lan đã bày ra một kế hoạch phòng thủ chống lại cuộc xâm lược của Đức (Chiến dịch phía Tây), hay còn gọi là Chiến dịch bảo vệ biên giới. Kế hoạch này xuất phát từ mối lo ngại về vấn đề chính trị hơn là vấn đề quân sự, bởi người Ba Lan đã sợ rằng người Đức, sau khi tiếp quản vùng lãnh thổ đã mất trong Hòa ước Versailles, sẽ cố gắng để kết thúc cuộc chiến và giữ lại phần lãnh thổ. Trong khi phải chống chọi để bảo vệ biên giới ngày càng thất thủ, người Ba Lan đã hi vọng Anh và Pháp sẽ giúp họ phản công (nhưng chuyện này đã không bao giờ xảy ra). [1] Bởi vậy sau đó, quân đội Pomorze dưới quyền tướng Władysław Bortnowski đã đụng phải chính lực lượng phe mình trong khu vực hành lang Ba Lan, bị bao vây bởi quân Đức từ cả hai phía. Còn quân đội Poznań dưới tướng Tadeusz Kutrzeba đã bị dồn đến rìa cực tây của nước Cộng hoà Ba Lan thứ hai, tách khỏi vị trí phòng thủ chính cùng với các đội quân Ba Lan khác,
Cuộc tấn công của Đức đã chứng tỏ rõ sự điên rồ trong kế hoạch phòng thủ biên giới vào những ngày đầu của cuộc chiến. Quân đội Pomorze đã bị đánh bại trong trận chiến của Bory Tucholskie, và buộc phải rút lui về phía đông nam. Trong khi đó quân đội Poznań, mặc dù không phải đối mặt với cuộc đột kích mạnh mẽ từ Đức, đã buộc phải rút lui về phía đông do thất bại của quân láng giềng (Quân đội Pomorze ở miền Bắc và quân đội Lodz ở phía Nam). Cả hai bên đều phải rút lui, đồng nghĩa với việc quân đội Poznań sẽ rơi vào nguy cơ bị quân Đức tấn công bên sườn và bao vây. Ngày 4 tháng 9, quân đội Poznań di chuyển qua Poznań, và từ bỏ nó vào tay kẻ thù, cho dù vào thời điểm đó họ không có bất cứ một mối quan hệ nào với cơ quan đầu não của quân Đức. Ngày 6 tháng 9, quân Pomorze và Poznań đã liên kết lại, thành lập nên một đơn vị hoạt động mạnh nhất trong chiến dịch, và tướng Bortkowski chấp nhận sự chỉ huy từ tướng Kutrzeba.
Ngày 7 tháng 9, Ba Lan đã nhận thấy Đức đang tấn công về phía Łęczyca, mà nếu chuyện này thành công thì sẽ làm cắt đứt các tuyến đường rút lui của các lực lượng Ba Lan. Ngày 8 tháng 9, quân đội tinh nhuệ của Đức tiến đến Warszawa, đánh dấu sự khởi đầu của Cuộc vây hãm Warsaw 1939. Và cùng lúc đó, quân Đức đã mất dấu quân Poznań, và đoán rằng họ đã di chuyển bằng đường sắt để hỗ trợ phòng thủ cho Warszawa. Trên thực tế quân đội Poznań đã kết hợp với quân đội Pomorze, mà đối với Đức đã không còn là mối đe dọa lớn, kể từ chiến thắng của họ tại Bory Tucholskie. [6] Vào ngày 8 tháng 9 Đức mẩm chắc chắn rằng họ đã tiêu diệt hết các lực lượng kháng chiến chính của Ba Lan phía tây Vistula và đang chuẩn bị băng qua sông để giao chiến với quân Ba Lan ở phía bên kia bờ. [2]
Nhưng chỉ huy Kutrzeba và các sĩ quan của ông đã nghi ngờ, trước cả khi cuộc xâm lược của Đức diễn ra, rằng quân đội láng giềng mới sẽ là quân đội chịu sự tấn công của Đức, và đã lập một kế hoạch công kích taị phía Nam nhằm giải vây cho quân Lodz. Tuy nhiên, trong tuần đầu tiên của chiến dịch, kế hoạch đã bị bác bỏ bởi tư lệnh trưởng Ba Lan, Marshal Edward Rydz-Śmigły. 08 tháng 9 Kutrzeba đã mất liên lạc với Rydz-Śmigły, người đã di chuyển đội quân của ông từ Warszawa đến Brest. Do vậy, Kutrzeba quyết định tự tiến hành kế hoạch của mình. Hoàn cảnh lúc đó vô cùng khó khăn, bởi quân Đức đã gần như bao vây các đơn vị của ông.: Đoàn quân thứ 8 của Đức đã vây chặt bờ phía Nam của sông Bzura, đoàn thứ tư đã đóng chặt bờ sông phía Bắc của Vistula, từ Włocławek tới Wyszogród. Và không quân Đức đã tấn công hậu quân của cả Pomorze lẫn Poznań từ hướng Inowrocław, sau đó băng qua sông gần Plock.